# 黨錮紅花介
黨錮紅花介（学名：Aglaiocypris tangkui）为玻璃介科紅花介屬下的一个种。

## 外部連結
- 維基物種上的相關：黨錮紅花介